# Retiro (Buenos Aires)
Retiro – dzielnica Buenos Aires, znajdująca się w północno-wschodniej części miasta. Od południa graniczy z Puerto Madero i San Nicolás, a na zachodzie przez Recoleta.